# Eusurculus pistillum
Eusurculus pistillum är en fiskart som beskrevs av Werner Schwarzhans och Møller 2007. Eusurculus pistillum ingår i släktet Eusurculus och familjen Bythitidae. Inga underarter finns listade i Catalogue of Life.